# Barbarakapelle (Lauchheim)

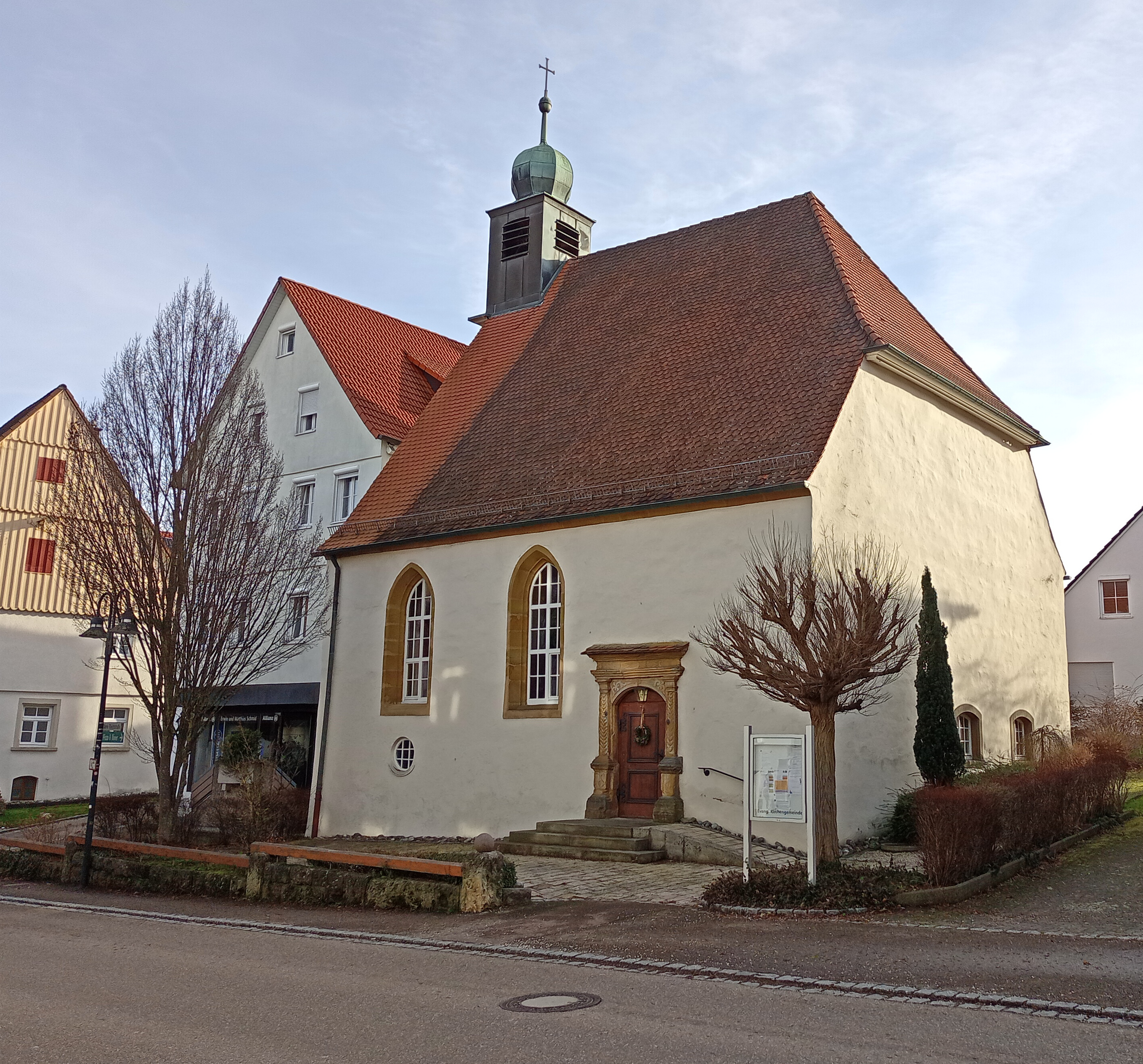
Barbarakapelle in Lauchheim

Die evangelische Barbarakapelle ist ein geschütztes Kulturdenkmal nach dem Denkmalschutzgesetz. Sie steht in Lauchheim, einer Stadt im Ostalbkreis in Baden-Württemberg. Die Kapelle wird seit 1951 von der Kirchengemeinde Lauchheim-Westhausen im Kirchenbezirk Aalen der Evangelischen Landeskirche in Württemberg genutzt.

## Beschreibung
Die Kapelle wurde im Kern um 1400 erbaut und 1584 neu gestaltet. Das Portal im Renaissancestil, vermutlich ein Werk des Nördlinger Baumeisters Waldberger, wurde 1620 an der Nordseite des Langhauses angefügt. Am Anfang des 17. Jahrhunderts wurden die Fenster vergrößert. Aus dem Dach erhebt sich im Osten ein quadratischer Dachreiter mit Zwiebelhaube, der den Glockenstuhl enthält. 
Die um 1520 entstandenen Wandmalereien wurden 1951 freigelegt. Die Kapelle wurde zwischenzeitlich anderweitig genutzt. Nach der Renovierung wurde sie wieder als Sakralbau eingeweiht.